# Hooggerechtshof van Sao Tomé en Principe

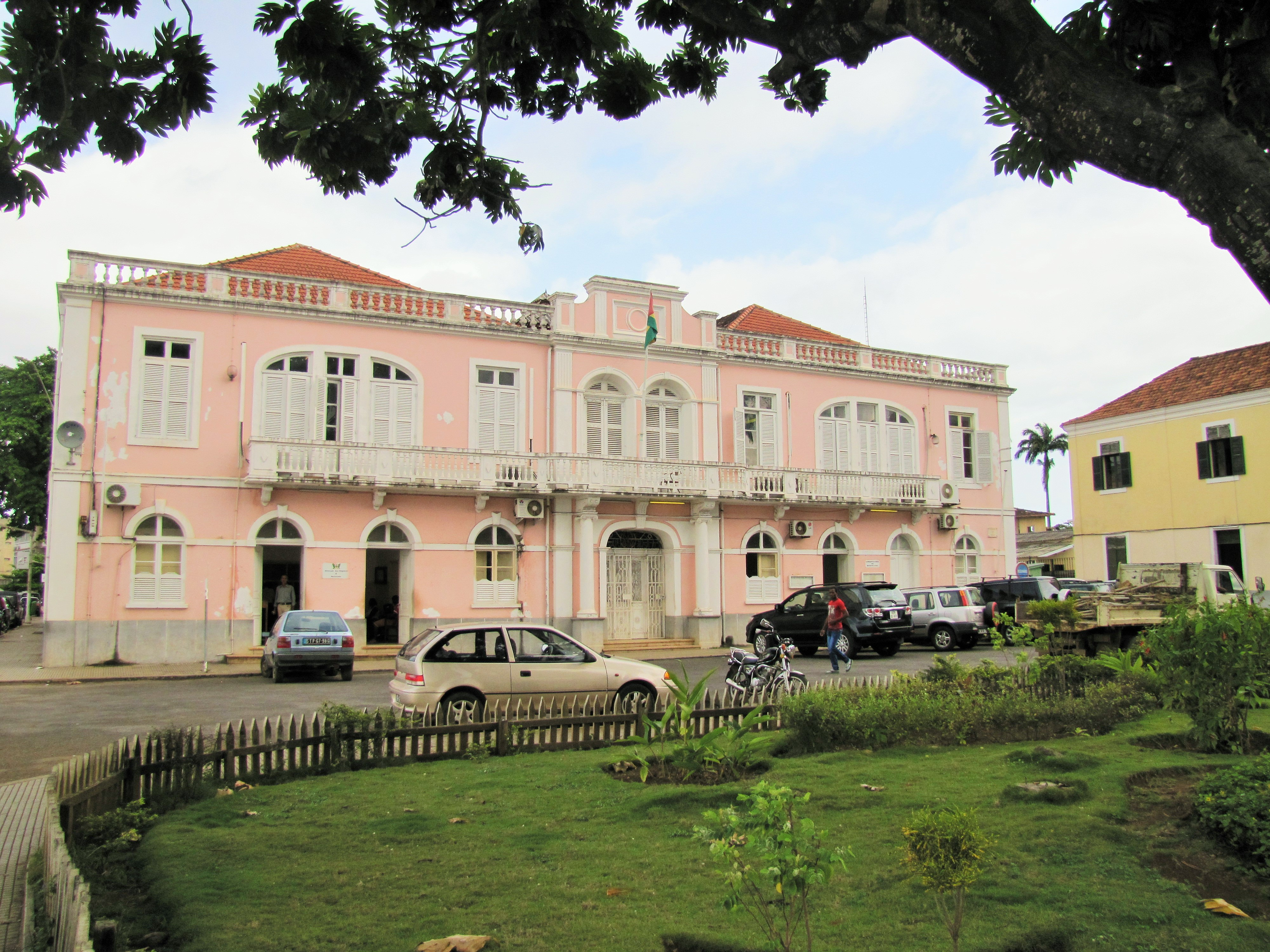
Supremo Tribunal de Justiça in Sao Tomé

Het Hoger Tribunaal van Justitie (Portugees: Supremo Tribunal de Justiça) is de hoogste gerechtelijke instantie in Sao Tomé en Principe.
Het tribunaal fungeert als hooggerechtshof, als grondwettelijk gerechtshof en als Hoge Raad. Rechters worden aangewezen door de Assembleia Nacional, de huidige voorzitter van de rechtbank is Silvestre da Fonseca Leite.

## Gerechtsgebouw
Het hoger tribunaal is gevestigd in de hoofdstad Sao Tomé aan de Avenida Marginal 12 de Julho.